# Emil Reinert
Emil Reinert (ur. 1994 roku w Paryżu) – niemiecki pianista, znany szerszej publiczności pod pseudonimem Emilio Piano. 

## Wykształcenie
Jako dziesięciolatek został przyjęty do Konserwatorium Hectora Berlioza w Paryżu, gdzie studiował w klasie Adama Wibrowskiego. Po ukończeniu szkoły w 2012 roku (z najwyższym wyróżnieniem) występował jako solista w Europie i Ameryce. Koncertował także z Abruzzi Symphonic Orchestra i Wiener Neustädter Instrumentalisten. Pianista zdobywał wiedzę, uczestnicząc również w kursach mistrzowskich u takich nauczycieli jak: Julian Martin, Ilya Itin, Gabriel Tacchino i Jean-Marc Luisada. W 2012 roku był także akompaniatorem w klasie Françoise Tillard. W tym czasie studiował muzykologię na Uniwersytecie Paris-Sorbonne. W czerwcu 2014 roku ukończył studia w Konserwatorium Regionalnym w Paryżu, otrzymując dyplom DEM. Ukończył także studia Hochschule für Musik und Theater w Hamburgu w klasie prof. Huberta Rutkowskiego.

## Wyróżnienia
Jest laureatem pierwszej nagrody na Międzynarodowym Konkursie Pianistycznym Montrond-les-Bains (2013), specjalnej nagrody za najlepszą interpretację Dmitrija Szostakowicza na 16. Międzynarodowym Konkursie Pianistycznym Ile de France (2014) oraz trzech nagród na Niemieckim Konkursie Pianistycznym Muzyki Polskiej w Hamburgu (2015).